# Église Saint-Éloi de Tracy-le-Val
L' Église Saint-Éloi est une église catholique paroissiale située à Tracy-le-Val, en France. L'église a été classée très tôt au titre des monuments historiques par liste de 1840, et se trouve ainsi parmi les treize tout premiers monuments historiques du département de l'Oise. Elle est affiliée à la paroisse Notre-Dame-de-la-Résurrection de Carlepont.

## Histoire

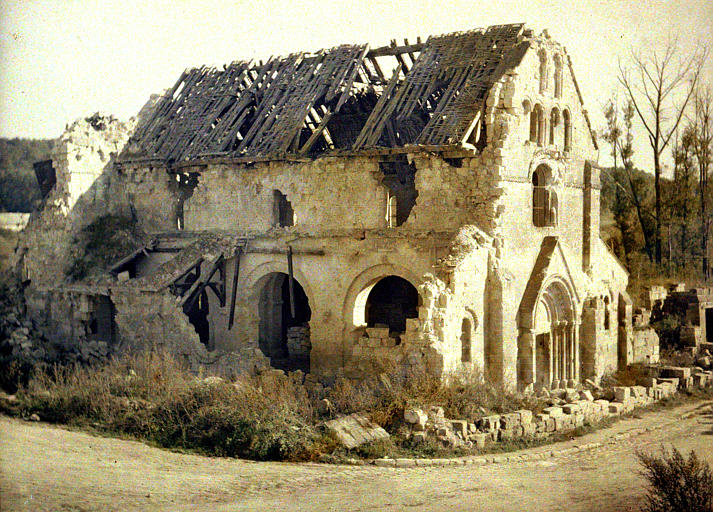
L'église après la guerre.

On suppose la construction de l’église au XIIe siècle sous l’autorité des Chevaliers du Temple. L’église a été presque totalement détruite lors de la Première Guerre mondiale et a été reconstruite à l’identique dans son style roman primitif. Elle reçoit sa nouvelle bénédiction le 6 mars 1932. Elle est caractéristique par son clocher à deux niveaux, l'un carré et l'autre octogonal, les chapiteaux en forme de têtes plongeant sur des colonnettes, de nombreuses sculptures longent les chéneaux et les modillons sculptés de figures fantastiques.

## Localisation
L'église est située dans le département français de l'Oise, sur la commune de Tracy-le-Val, au carrefour de la rue du Temple et de la rue du Général de Gaulle.

## Extraits de la littérature
« Le clocher de Tracy-le-Val est une des perles de l'art français. La tour repose sur un soubassement carré ; dès qu'elle a dépassé la hauteur de l'abside, deux longues fenêtres étroites s'ouvrent sur chaque face, encadrées par des colonnettes d'une finesse adorable, et des monstres et des grotesques grimacent de toutes parts sous les arcades et sur les chapiteaux. Au-dessus de cet étrange décor, la tour devient brusquement octogone, mais, pour dissimuler le ressaut de l'architecture, on a placé aux quatre angles des statues aux ailes déployées. Un cône de pierre couronne cet étrange clocher, deux fois admirable, par la richesse de sa décoration et par la grâce de ses proportions. »

— En flânant à travers la France, "Autour de Paris", André Hallays (1910)

« Nous atteignons le centre du village et nous nous trouvons devant l'église Saint-Éloi. 
Ici, nous sommes en présence d'une véritable merveille architecturale; elle nous séduit tout d'abord par la grâce de ses lignes et l'irréprochable harmonie de ses proportions; elle nous captive par la suavité de ses détails. Très hardiment conçu, l'édifice parait grand malgré sa réelle exiguïté. Vous en admirerez le portail au fronton triangulaire, avec ses colonnettes aux délicats chapiteaux dans les ébrasements et son archivolte légèrement ogivale, ornée de ces zigzags qui n'accompagnent d'ordinaire que le plein cintre fleuri. Si vos regards se dirigent vers la gauche du monument, ils s'arrêteront, émerveillés, sur le clocher, un chef-d’œuvre en son genre. Carré au premier étage, octogonal au second, terminé par une pyramide en pierre, percé de nombreuses ouvertures, imposant et léger tout à la fois, il est richement orné, mais avec un goût si exquis et si pur qu'il semble que rien ne saurait lui être ajouté ni enlevé. 
Vous remarquerez certainement encore, sur les flancs de l'édifice, la curieuse suite de têtes d'hommes et d'animaux si diversement expressives qui court à la base du toit. 
L'intérieur est clair, bien que le jour ne vienne dans les bas-côtés que par des oculi, et dans la nef centrale que par d'étroites fenêtres haut placées. Dans le bas-côté droit, on voit les inscriptions funéraires de plusieurs membres de la famille de l'Aigle; elles sont généralement gravées en lettre d'or sur des plaques de marbre noir; l'une d'elles est ornée d'un ravissant médaillon d'enfant: c'est le portrait de Richard-Augustin des Acres de l'Aigle, mort à l'âge de dix ans en 1846. 
En quittant cette église, classée parmi les monuments historiques, nous voyons dans la chapelle des fonts une cuve baptismale, qui, probablement, est là depuis bien longtemps, car, ainsi que les principales parties de l'édifice, elle porte le cachet du XIIe siècle. »

— Les étapes d'un touriste en France : Promenades et excursions dans les environs de Paris., "Région du Nord", Alexis Martin (1893-1894)